# Deinogalerix
Deinogalerix (del griego, "terrible" y del género Galerix, otro galericino extinto) es un género extinto de mamífero erinaceido, que vivió en el Mioceno tardío, endémico en lo que fue la paleo-isla de Gargano, actualmente una península unida a la italiana. Los restos de Deinogalerix fueron descritos por primera vez en 1972, por el paleontólogo neerlandés Matthijs Freudenthal.

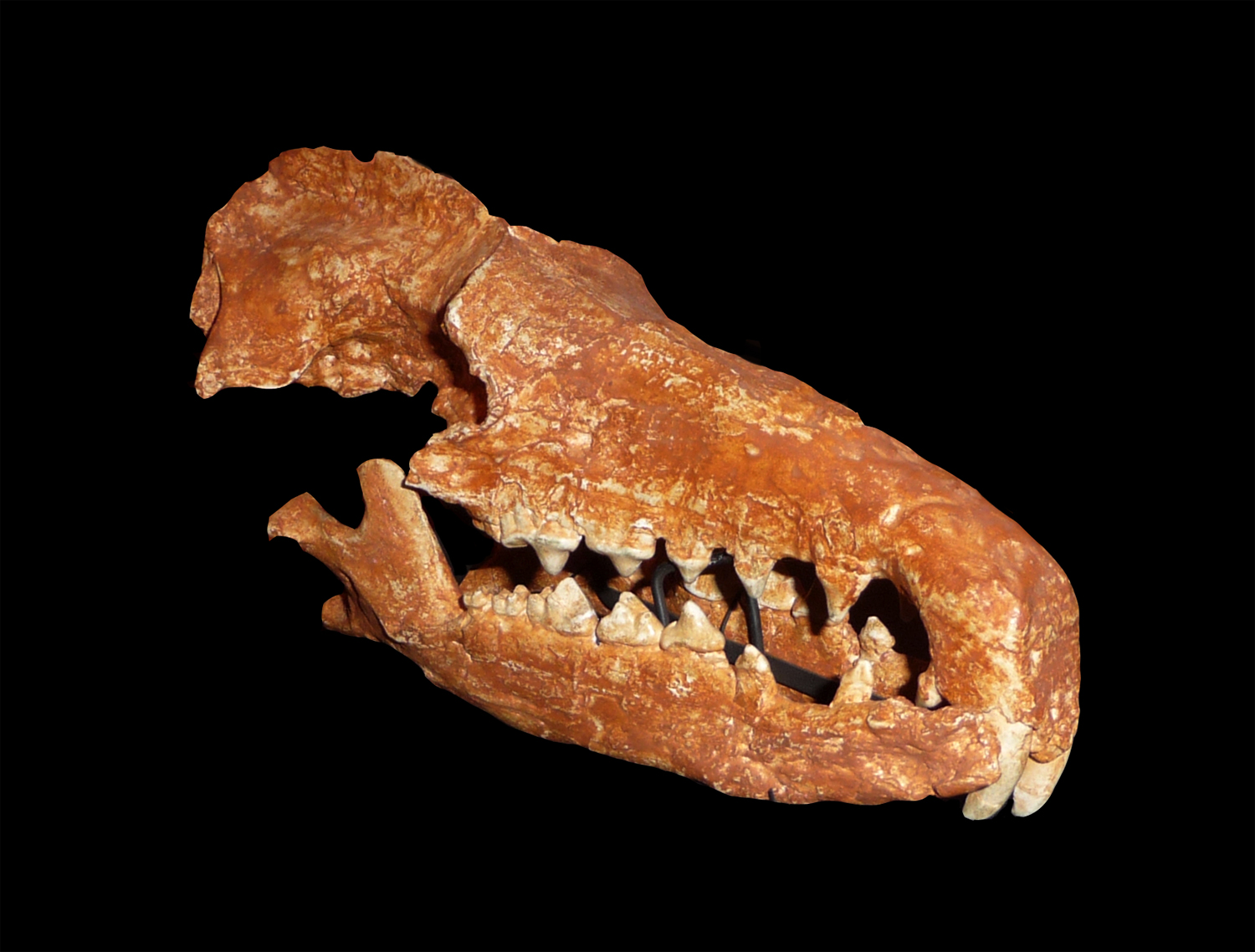
Detalle del cráneo de Deinogalerix koenigswaldi

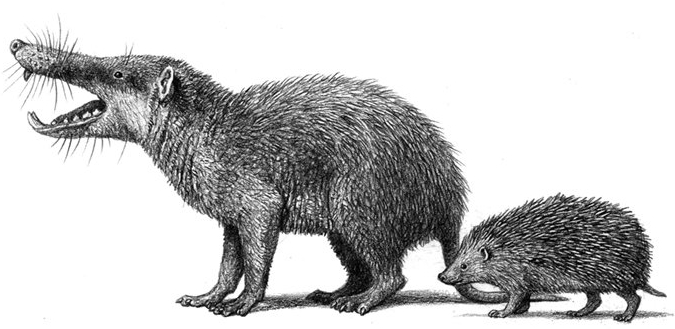
Reconstrucción de Deinogalerix koenigswaldi (comparando su tamaño con el del actual Erinaceus europaeus). Ilustración de Mauricio Antón, 2016

El género pertenece a la subfamilia Galericinae (erizos de pelo o gimnuros), muy relacionada con los erizos (subfamilia Erinaceinae), pero con pelo en lugar de acúleos ("espinas"). Deinogalerix poseía un hocico largo, estrecho y cónico, orejas pequeñas y una larga cola.
Se supone que las especies de Deinogalerix eran insectívoras, alimentándose principalmente de invertebrados como escarabajos, libélulas y grillos y, posiblemente, incluso de caracoles. Sin embargo, las especies más grandes también podrían haber cazado otros micromamíferos, reptiles y aves.
La especie Deinogalerix koenigswaldi poseyó un tamaño notable. Es el erinaceido más grande conocido, alcanzaba los 60 cm de longitud, con un cráneo de 20 cm de largo. Este tamaño era probablemente debido a los efectos evolutivos de las condiciones de insularidad (gigantismo insular). Debía ocupar un nicho ecológico similar al de los pequeños felinos o cánidos  actuales, sin competencia con otros predadores, a excepción de la lechuza gigante Tyto gigantea.